# 1,3-dipol
În chimia organică, un compus 1,3-dipolar sau un 1,3-dipol este un compus dipolar care prezintă în structură electroni delocalizați și o separare a sarcinii de-a lungul a trei atomi diferiți. Aceștia acționează ca reactanți în cicloadițiile 1,3-dipolare.

## Tipuri
- Azide (RN3)
- Ozon (O3)
- Nitroderivați (RNO2)
- Diazo compuși (R2CN2)
- Unii oxizi:
  - Azoxid (RN(O)NR)

Carbonil oxizi

  - Carbonil oxizi (Zwitterioni Criegee)[1][2]
  - Oxizi de nitril (RCN–O)
  - Oxid nitros (N2O)
  - Nitrone (R2CN(R)O)
- Unele imine:
  - Azometinimină
  - Nitrilimine (RCN–NR, analog nitril oxizilor)
  - Carbonil amine
- Unele ilide (iluri):
  - Azometinilidă
  - Nitril ilidă (RCNCR'2)
  - Carbonil ilidă
  - Thiosulfine (R2CSS)